# Rödaleds begravningsplats
Rödaleds begravningsplats  är Kristianstads nyaste begravningsplats anlagd på Kulltorp.
Rödaleds begravningsplats är Heliga Trefaldighets församlings nyaste begravningsplats. 1958 bytte församlingen mark med staden och ta i bruk ett område söder om Prostens väg upp mot Nosabyvägen i norr som begravningsplats. Trädgårdsarkitekten, sedermera professorn Per A Friberg, upprättade förslag till ritningar över platsens planering och plantering av begravningsplatsen 1962. Arkitekt Torsten Leon-Nilsson ritade klockstapel, kapell och en ekonomibyggnad. Byggnaderna uppfördes i gult tegel. Begravningsplatsen  och kapell invigdes den 15 maj 1964 av  domprosten i Lund, Yngve Ahlberg. Dessa byggnader revs år 2010. 1976 byggdes en verkstadsbyggnad och ett nytt begravningskapell 1984 som 2010 omvandlades till maskinhall istället. De rivna byggnaderna ersattes med en ny personalbyggnad och en ny garagebyggnad. 
Begravningsplatsen inhägnas av en låg betongmur. Skyddsplanteringar med bergtall, havtorn och cornell avskärmar från bebyggelsen. Platsen är indelad i 5 långsträckta kvarter med avgränsande alléer av alm. På Rödaled upplåtes begravningar för kistgravar och urnor och ett område med så kallade askgravplatser. Begravningsplatsen har ett muslimskt begravningskvarter och även platser inrättade åt andra trossamfund. Nya kistgravplatser upplåtes endast på Rödaleds begravningsplats.